# Mračaj (Bugojno, BiH)
Mračaj je naseljeno mjesto u općini Bugojno, Federacija Bosne i Hercegovine, BiH.

## Povijest
Tijekom bitke za Bugojno, 26. srpnja 1993. iz sela Udurlija, Luga, Čaušlija, Bristova, Rosulja, Kule i Vučipolja, Hrvati su se okupili u Crniču, odakle su preko Mračaja i Kupresa pošli ka Hercegovini, Hrvatskoj i dalje u svijet.

## Stanovništvo

### 1991.
Nacionalni sastav stanovništva 1991. godine, bio je sljedeći:
ukupno: 35
- Srbi - 35 (100%)

### 2013.
Na popisu stanovništva 2013. godine bilo je bez stanovnika.